# Голдстейн, Пол
Пол Герберт Голдстейн (англ. Paul Herbert Goldstein; родился 4 августа 1976 года в Вашингтоне, США) — бывший американский профессиональный теннисист. Стал профессионалом в 1998 году. Он объявил о своем уходе из профессионального тенниса в феврале 2008 года.

## Общая информация
Пол женат с 10 июля 2004 года на девушке по имени Эбби, есть дочь Сэйди (родилась 15 июня 2007).
Любимое покрытие хард.

## Спортивная карьера
Уже в 1993 году 17-летний Голдстейн дебютировал на турнире серии Большого шлема, сыграв на Открытом чемпионате США. Приглашение на этот турнир он получил и на следующий год, но оба раза не смог преодолеть стадию первого раунда. В августе 1998 года он выигрывает первый в карьере турнир серии «челленджер» в Лексингтоне. На Открытом чемпионате США 1998 года Полу уже удается выйти во второй раунд.
На Открытом чемпионате Австралии 1999 года Голдстейну удается выйти в третий раунд, переиграв к тому же во втором игрока топ-10 мирового рейтинга на тот момент Грега Руседски. Летом на Уимблдонском турнире Голдстейн
побеждает Яна Симеринка и Феликса Мантилью и также проходит в третий раунд. Это позволило американцу впервые войти топ-100 мирового рейтинга. В августе на турнире в Вашингтоне он выходит в четвертьфинал и обыгрывает на пути к нему № 8 в мире на тот момент Алекса Корретху. На Открытом чемпионате США он выходит во второй раунд.
В конце января 2000 года Голдстейн выиграл «челленджер» в Ваиколоа-Виллидж. В феврале вышел в четвертьфинал в Сан-Хосе и полуфинал в Мемфисе, победив в 1/4 Патрика Рафтера. На Открытом чемпионате Франции его результатом стал второй раунд, а на Уимблдонском турнире третий. В июле он выходит в четвертьфинал турниров в Ньюпорте и Лос-Анджелесе. В конце сезона в паре с Джимом Томасом в Брайтоне он впервые вышел в финал турнира ATP
На Открытом чемпионате Австралии 2001 года Пол во втором раунде проигрывает Андре Агасси. В августе он выигрывает «челленджер» в Лексингтоне. Из-за своих результатов Голдстейн плотно оседает во второй сотне мирового рейтинга и в основном выступает в туре «челленджер». В конце 2002 года он выиграл «челленджер» в Тайлере. В феврале 2003 года совместно с Робертом Кендриком выходит в финал парного турнира в Сан-Хосе. В июне того же года выиграл титул на «челленджере» в Таллахасси, а в ноябре ещё два: в Остине и Шампейне.
В 2004 году после трёх лет паузы Голдстейн вновь сыграл в основной сетке турнира серии Большого шлема. Произошло это на Открытом чемпионате США, где он дошёл до второго раунда. В сентябре он делает победный дубль (выигрывает одиночный и парный разряд) на «челленджере» в Ковингтоне. В январе 2005 года он выигрывает «челленджер» в Ваиколоа-Виллидж. В июле на турнире в Ньюпорте он впервые за долгое время выходит в полуфинал турнира ATP, а также начинал его уже в качестве игрока первой сотни. На турнире в Индианаполисе он вышел в четвертьфинал В сентябре 2005 года в парных соревнованиях Открытого чемпионата США Голдстейну в альянсе с Джимом Томасом удается выйти в полуфинал, что является для него пиковым достижением за карьеру на турнирах серии Большого шлема. В ноябре он смог выиграть «челленджер», проходивший в Бостоне.
На Открытом чемпионате Австралии 2006 года Пол выходит во второй раунд. Примечательно, что в первом он выиграл молодого на тот момент и 76-го в мире Новака Джоковича 6-2 1-6 6-3 6-2. В феврале на турнире в Сан-Хосе с Джимом Томасом выходит в финал парных соревнований. На турнире в Лас-Вегасе и в апреле в Хьюстоне Голдстейн достигает полуфинальной стадии. В июле он пробился в четвертьфинал в Лос-Анджелесе и в финал парного разряда в Индианаполисе (с Томасом). На Открытом чемпионате США он вышел во второй раунд соревнований в одиночках, а также в четвертьфинал в парах. В октябре, выступая с Джимом Томасом в Токио, Пол вышел в свой пятый в карьере парный финал на турнирах ATP, но вновь уступает в решающей борьбе за титул. На «челленджере» в Сакраменто ему удается выиграть одиночные и парные соревнования.
В начале сезона 2007 года Голдстейн вышел в четвертьфинал турнира в Аделаиде. В мае он смог выиграть «челленджер», проводившийся в Форест-Хилсе. На Открытом чемпионате США в 2007 году выбывает в первом раунде в одиночном и парном разряде и после этого завершает постоянные выступления в туре. Последний раз на корт вышел в родном для себя Вашингтоне в парном турнире в августе 2008 года, но выступая совместно с Джоном Изнером проигрывает в первом раунде.

## Рейтинг на конец года
| Год  | Одиночный рейтинг | Парный рейтинг |
| 2007 | 166               | 160            |
| 2006 | 70                | 45             |
| 2005 | 67                | 103            |
| 2004 | 190               | 302            |
| 2003 | 107               | 108            |
| 2002 | 182               | 270            |
| 2001 | 143               | 171            |
| 2000 | 81                | 79             |
| 1999 | 89                | 144            |
| 1998 | 189               | 234            |
| 1997 | 301               | 356            |
| 1996 | 432               | 557            |
| 1995 | 1 011             | 1 082          |
| 1994 | 1 219             | 1 157          |
| 1993 | 781               | 851            |

## Выступления на турнирах

### Финалы челленджеров и фьючерсов в одиночном разряде (25)

#### Победы (14)
| Условные обозначения |
| Челленджеры (10+12)* |
| Фьючерсы (4+6)       |

| Титулы по покрытиям | Титулы по месту проведения матчей турнира |
| ------------------- | ----------------------------------------- |
| Хард (13+17)*       | Зал (2+2)                                 |
| Грунт (1+1)         | Зал (2+2)                                 |
| Трава (0)           | Открытый воздух (12+16)                   |
| Ковёр (0)           | Открытый воздух (12+16)                   |

* количество побед в одиночном разряде + количество побед в парном разряде.
| №   | Дата             | Турнир                | Покрытие   | Соперник в финале | Счёт                |
| 1.  | 23 октября 1997  | Фресно, США           | Хард       | Майкл Хилл        | 6-0 6-4             |
| 2.  | 9 августа 1998   | Лексингтон, США       | Хард       | Ли Хён Тхэк       | 6-1 6-4             |
| 3.  | 30 января 2000   | Ваиколоа-Виллидж, США | Хард       | Андре Са          | 7-5 6-2             |
| 4.  | 5 августа 2001   | Лексингтон, США       | Хард       | Джек Брасингтон   | 1-6 6-2 6-3         |
| 5.  | 25 ноября 2001   | Малибу, США           | Хард       | Матиас Боекер     | 6-3 6-0             |
| 6.  | 3 ноября 2002    | Тайлер, США           | Хард       | Марди Фиш         | 6-7(4) 6-4 6-3      |
| 7.  | 8 июня 2003      | Таллахасси, США       | Хард       | Алекс Ким         | 2-6 6-2 4-0 — отказ |
| 8.  | 16 ноября 2003   | Остин, США            | Хард       | Роберт Кендрик    | 6-3 6-3             |
| 9.  | 23 ноября 2003   | Шампейн, США          | Хард (зал) | Брайан Вахали     | 6-3 6-1             |
| 10. | 26 сентября 2004 | Ковингтон, США        | Хард       | Андре Са          | 6-2 6-0             |
| 11. | 30 января 2005   | Ваиколоа-Виллидж, США | Хард       | Сесил Мамит       | 6-2 6-2             |
| 12. | 6 ноября 2005    | Бостон, США           | Хард (зал) | Фрэнк Данцевич    | 5-7 7-5 6-3         |
| 13. | 15 октября 2006  | Сакраменто, США       | Хард       | Раджив Рам        | 7-6(5) 4-6 7-5      |
| 14. | 20 мая 2007      | Форест-Хилс, США      | Грунт      | Адриан Гарсия     | Без игры            |

#### Поражения (11)
| №   | Дата            | Турнир             | Покрытие | Соперник в финале | Счёт        |
| 1.  | 28 июля 1996    | Канзас-Сити, США   | Хард     | Боян Вуич         | 3-6 6-3 2-6 |
| 2.  | 18 августа 1996 | Канзас-Сити, США   | Хард     | Марк Мерклейн     | 2-6 4-6     |
| 3.  | 3 августа 1997  | Канзас-Сити, США   | Хард     | Майкл Расселл     | 6-4 1-6 4-6 |
| 4.  | 10 августа 1997 | Канзас-Сити, США   | Хард     | Джими Шимански    | 6-1 6-7 2-6 |
| 5.  | 18 октября 1998 | Сан-Диего, США     | Хард     | Вилле Лиукко      | 5-7 6-7     |
| 6.  | 4 августа 2002  | Лексингтон, США    | Хард     | Скотт Дрейпер     | 6-4 4-6 4-6 |
| 7.  | 6 апреля 2003   | Пенсакола, США     | Хард     | Николас Тодеро    | 6-7(2) 4-6  |
| 8.  | 2 ноября 2003   | Уэйко, США         | Хард     | Джованни Лапентти | 4-6 3-6     |
| 9.  | 29 мая 2005     | Пусан, Южная Корея | Хард     | Данай Удомчоке    | 6-7(6) 1-6  |
| 10. | 5 июня 2005     | Юба-Сити, США      | Хард     | Сесил Мамит       | 4-6 4-6     |
| 11. | 12 ноября 2006  | Пусан, Южная Корея | Хард     | Данай Удомчоке    | 2-6 0-6     |

### Финалы турнировATPв парном разряде (5)

#### Поражения (5)
| Легенда                |
| ---------------------- |
| Турниры Большого шлема |
| Итоговый турнир ATP    |
| серия Мастерс          |
| ATP International Gold |
| ATP International      |

| №  | Дата            | Турнир                  | Покрытие   | Партнёр        | Соперники в финале           | Счёт              |
| 1. | 26 ноября 2000  | Брайтон, Великобритания | Хард (зал) | Джим Томас     | Джефф Таранго Майкл Хилл     | 3-6 5-7           |
| 2. | 16 февраля 2003 | Сан-Хосе, США           | Хард (зал) | Роберт Кендрик | Владимир Волчков Ли Хён Тхэк | 5-7 6-4 3-6       |
| 3. | 19 февраля 2006 | Сан-Хосе, США           | Хард (зал) | Джим Томас     | Йонас Бьоркман Джон Макинрой | 6-7(2) 6-4 [7-10] |
| 4. | 23 июля 2006    | Индианаполис, США       | Хард       | Джим Томас     | Бобби Рейнольдс Энди Роддик  | 4-6 4-6           |
| 5. | 8 октября 2006  | Токио, Япония           | Хард       | Джим Томас     | Трипп Филлипс Эшли Фишер     | 2-6 5-7           |

### Финалы челленджеров и фьючерсов в парном разряде (26)

#### Победы (18)
| №   | Дата             | Турнир                      | Покрытие    | Партнёр             | Соперники в финале               | Счёт                 |
| 1.  | 28 июля 1996     | Канзас-Сити, США            | Хард        | Райан Уолтерс       | Геррит Стенкамп Марк Уивер       | 6-4 6-4              |
| 2.  | 4 августа 1996   | Канзас-Сити, США            | Хард        | Райан Уолтерс       | Эрик Тайно Роб Чесс              | 6-2 6-2              |
| 3.  | 11 августа 1996  | Канзас-Сити, США            | Хард        | Райан Уолтерс       | Гарет Уильямс Майлз Уэйкфилд     | 7-5 6-4              |
| 4.  | 27 июля 1997     | Канзас-Сити, США            | Хард        | Джон Роддик         | Новак Нэш Ли Пирсон              | 4-6 6-1 6-3          |
| 5.  | 17 августа 1997  | Канзас-Сити, США            | Хард        | Джон Роддик         | Трой Бадген Джейсон Уэйр-Смит    | 7-6 4-6 7-6          |
| 6.  | 23 октября 1997  | Фресно, США                 | Хард        | Джим Томас          | Крис Махоуни Митч Шпренгельмайер | 6-2 6-2              |
| 7.  | 18 октября 1998  | Сан-Диего, США              | Хард        | Адам Питерсон       | Скотт Хамфрис Майкл Хилл         | 6-2 7-5              |
| 8.  | 28 февраля 1999  | Лагуна-Хиллз, США           | Хард        | Брайан Макфи        | Пабло Альбано Даниэль Орсанич    | 3-6 6-4 7-5          |
| 9.  | 5 декабря 1999   | Эрбана, США                 | Хард (зал)  | Джим Томас          | Боб Брайан Майк Брайан           | 6-7(5) 7-6(5) 7-6(5) |
| 10. | 28 января 2001   | Ваиколоа-Виллидж, США       | Хард        | Джим Томас          | Майк Брайан Парадорн Шричапан    | 3-6 6-4 6-3          |
| 11. | 22 апреля 2001   | Пейджет, Бермудские Острова | Хард        | Энди Роддик         | Томас Симада Грант Стаффорд      | 4-6 6-3 6-4          |
| 12. | 11 августа 2002  | Бингемтон, США              | Хард        | Скотт Хамфрис       | Роберт Кендрик Амир Хадад        | 4-6 7-6(1) 7-5       |
| 13. | 28 сентября 2003 | Сан-Антонио, США            | Хард        | Джефф Моррисон      | Луис Вослу Томаш Цакль           | 6-3 6-2              |
| 14. | 26 сентября 2004 | Ковингтон, США              | Хард        | Кей-Джей Хиппенстил | Хьюго Армандо Николас Лапентти   | 6-3 6-3              |
| 15. | 3 октября 2004   | Колледж-Стейшен, США        | Хард        | Брайан Вахали       | Андре Са Бруно Соарес            | 7-5 2-6 6-4          |
| 16. | 29 мая 2005      | Пусан, Южная Корея          | Хард        | Раджив Рам          | Джастин Гимелстоб Уэсли Муди     | Без игры             |
| 17. | 15 октября 2006  | Сакраменто, США             | Хард        | Джефф Моррисон      | Амер Делич Брайан Уилсон         | 6-1 6-3              |
| 18. | 13 мая 2007      | Туника-Ресортс, США         | Грунт (зал) | Дональд Янг         | Пабло Куэвас Орасио Себальос     | 4-6 6-1 [10-4]       |

#### Поражения (8)
| №  | Дата             | Турнир             | Покрытие | Партнёр           | Соперники в финале              | Счёт           |
| 1. | 16 ноября 1997   | Лас-Вегас, США     | Хард     | Джим Томас        | Дэвид ди Лусия Майкл Селл       | 4-6 4-6        |
| 2. | 9 августа 1998   | Лексингтон, США    | Хард     | Джим Томас        | Ллейтон Хьюитт Бен Эллвуд       | 7-5 3-6 2-6    |
| 3. | 26 сентября 1999 | Остин, США         | Хард     | Адам Питерсон     | Маркос Ондруска Уэсли Уайтхаус  | 5-7 6-4 2-6    |
| 4. | 14 апреля 2002   | Калабасас, США     | Хард     | Джастин Гимелстоб | Гленн Вайнер Пол Рознер         | 2-6 6-4 6-7(4) |
| 5. | 6 апреля 2003    | Пенсакола, США     | Хард     | Киантки Томас     | Хантли Монтгомери Трипп Филлипс | 7-6(6) 4-6 5-7 |
| 6. | 11 мая 2003      | Бирмингем, США     | Грунт    | Роберт Кендрик    | Джош Гоффи Тревис Пэрротт       | 4-6 6-2 2-6    |
| 7. | 15 июня 2003     | Атлантик-Сити, США | Хард     | Брэндон Куп       | Райан Сачир Трипп Филлипс       | 5-7 3-6        |
| 8. | 5 октября 2003   | Фресно, США        | Хард     | Джефф Моррисон    | Диего Айяла Тревис Пэрротт      | 5-7 6-4 3-6    |